# Etelvino Vega
Etelvino Vega Martínez (Mieres, provincia de Oviedo, 1906 - Alicante, 15 de noviembre de 1939) fue un político comunista y militar español. Provenía de la escala de Milicias y tuvo un papel relevante durante la guerra civil española.

## Biografía

### Primeros años
Nació en Mieres (Asturias) en 1906, en el seno de una familia obrera de tradición reivindicativa. Chapista de profesión, ingresó en el recién creado Partido Comunista de España en 1923. Entre 1924 y 1925 fue el secretario general de las Juventudes Comunistas en Asturias, y se trasladó a Madrid en 1926. Su hermano Carlos también fue un activo militante comunista (sería fusilado en Oviedo por los sublevados al poco de comenzar la Guerra Civil). Se incorporó al Buró Político del PCE en marzo de 1930, en la denominada conferencia de Pamplona (celebrada en realidad en las cercanías de Bilbao), con el partido aún en la ilegalidad. Formó parte del núcleo dirigente formado por el secretario general José Bullejos y otros miembros de la dirección como Gabriel León Trilla y Manuel Adame. También fue nombrado secretario político del Comité Central de las juventudes del partido.
La lejanía entre la línea política del PCE y la realidad española se hizo patente el 14 de abril de 1931, fecha de proclamación de la República, cuando, entre otros, Bullejos y Etelvino Vega recorrieron las calles de Madrid profiriendo consignas en contra del nuevo régimen, tildado de burgués, y pidiendo la instauración de soviets. En junio de 1931 se inició la publicación del periódico Juventud Roja, órgano oficial de las juventudes comunistas, con Vega como director. Sin embargo, las diferencias entre la Komintern y la dirección del PCE se hicieron patentes tras la proclamación de la Segunda República. En pleno apogeo de la política ultraizquierdista de "clase contra clase", la Internacional Comunista reprochaba al minúsculo PCE no haberse alzado con el poder tras el colapso de la monarquía, algo que era rechazado por Bullejos y su grupo al considerar muy lejanas a la realidad las consignas enviadas desde Moscú. Tras la tregua del IV Congreso del PCE, celebrado en Sevilla en marzo de 1932, en el que el equipo de Bullejos se mantuvo al frente del partido, el intento de golpe de Estado del general José Sanjurjo del 10 de agosto de aquel mismo año, las divergencias se agudizaron. El PCE llamó a defender la "república democrática" frente a los golpistas (de hecho, Vega se desplazó a Sevilla), lo que hizo que la Komintern decidiera la expulsión del núcleo dirigente y la sustitución de Bullejos por José Díaz. Previamente a su expulsión, Bullejos, Adame, León Trilla y Vega acudieron a Moscú para tratar de negociar un acuerdo. Sin embargo, mientras permanecieron allí, los delegados de la Komintern maniobraron para conseguir su defenestración. Bullejos y sus partidarios fueron retenidos durante cinco meses antes de poder regresar. Vega quedó algún tiempo más por supuestos problemas con su pasaporte. En realidad quedó en concepto de "rehén" para asegurar que el resto de los expulsados no cuestionasen a la nueva dirección.
Tras su expulsión, ingresó en las Juventudes Socialistas. Participó en la revolución de octubre de 1934 y fue encarcelado, junto con otros dirigentes socialistas, en la Cárcel Modelo de Madrid. Permaneció allí hasta febrero de 1936, cuando, tras las elecciones, se promulgó la amnistía para los condenados por los sucesos de octubre de 1934. Se alineó con el sector caballerista y fue uno de los firmantes de la carta que, remitida desde la prisión, le mostró su apoyo tras su dimisión en diciembre de 1935. Según el historiador Michael Alpert, Etelvino Vega tuvo una larga estancia en la Unión Soviética, en la Academia Militar Frunze, antes de la Guerra Civil, aunque no cita fechas concretas de tal estancia.

### Guerra civil española
Al estallar la Guerra Civil se encontraba en Aranjuez. En los días siguientes se puso al frente de un batallón de milicianos organizado por las Juventudes Socialistas Unificadas, el "Octubre nº 1", que combatió durante los primeros meses de la guerra en la sierra de Guadarrama. El 7 de noviembre, el batallón Octubre fue trasladado a Madrid para contribuir a la defensa de la capital. Durante su estancia en Madrid, el 19 de diciembre, se casó con Isabel Vicente, una miliciana de diecinueve años del batallón Octubre, natural de Madrid. Era hija de Eduardo Vicente, uno de los firmantes del primer manifiesto del Partido Comunista Obrero Español, en 1921. En los primeros meses de matrimonio, Isabel acompañó a Etelvino Vega en los frentes. El embarazo de su hijo Carlos, que nació en 1937, y su cuidado, la alejaron de la contienda.
En enero de 1937 fue nombrado comandante de la 68.ª Brigada Mixta, en el Frente de Madrid, participando de forma destacada en la Batalla de Brunete. Posteriormente participó en la Batalla de Teruel, al mando de la 34.ª División (integrada dentro del XVIII Cuerpo de Ejército), y en la del Ebro, al mando del XII Cuerpo de Ejército. Ascendería al límite de su carrera militar con el grado de teniente coronel. Al producirse la caída de Cataluña en febrero de 1939, Vega pasó a Francia, pero regresó inmediatamente a la zona centro-sur, al igual que hizo el gobierno y la totalidad de la dirección comunista.
El 3 de marzo de 1939, el presidente del Consejo de Ministros, Juan Negrín decretó una profunda reestructuración de los altos mandos militares y del Ministerio de Defensa Nacional. El coronel Casado y sus partidarios presentaron esta reorganización como prueba del dominio del Partido Comunista y la tomaron como excusa para su golpe de Estado. Vega fue nombrado gobernador militar de Alicante en sustitución de Manuel Hernández Arteaga (según recoge el historiador Ángel Viñas, Vega no había sido el propuesto por el PCE para este puesto, sino José María Galán; Vega debería haber sido nombrado gobernador militar de Albacete; en su memorial autojustificativo escrito años después, Casado afirmó que Negrín había designado a Vega la gobernación militar de Murcia). Casi inmediatamente se produjo la sublevación de Casado y Vega, que había tomado posesión el día 4, fue encarcelado por los casadistas en la noche del 5 al 6 de marzo.

### Posguerra y fusilamiento
Aunque fue liberado por los casadistas antes del fin de la guerra y de que las tropas franquistas entraran en la ciudad, no pudo huir y quedó atrapado junto con miles de personas en el puerto de Alicante. Tras la ocupación del puerto, fue internado temporalmente en el cercano campo de concentración de Los Almendros. Tras un breve paso por varios centros de detención, finalmente fue recluido en el campo de concentración de Albatera, junto con otros dirigentes comunistas que no habían podido escapar de España. Ante la falta de directrices por parte de la dirección del partido, los internados discutieron qué acción llevar a cabo (Vega propuso la organización de partidas guerrilleras), sin llegar a tomar ninguna decisión. Al igual que varios dirigentes comunistas vascos, Vega fue reconocido el 11 de abril por el comandante franquista Ortega, que había acudido desde Irún para identificar a los presos republicanos vascos que se hallasen en el campo de Albatera. Su identificación recibió amplia cobertura en la prensa franquista, al tratarse de uno de los militares procedentes de milicias de mayor graduación entre los capturados al final de la guerra. Vega fue condenado a muerte y ejecutado el 15 de noviembre de 1939 en las tapias del cementerio de Alicante junto a otros veintiséis republicanos de esta provincia. Etelvino Vega le dejó a uno de sus compañeros de celda, Justo López Megías, un pañuelo para que se lo entregara a su esposa: "Es lo único que tengo, se lo das a mi mujer".

## Familia
La esposa y el hijo de Vega, Isabel Vicente Esteban y Carlos Vega Vicente, acompañaron a Etelvino Vega a Francia tras la caída de Cataluña. Tras el final de la guerra y la ejecución de su esposo y padre se exiliaron en la Unión Soviética. Allí Isabel se casó con otro exiliado español, del que enviudó en 1956, y luego con un ciudadano soviético. Isabel Vicente y su hijo Carlos volvieron a España tras la muerte de Franco, en octubre de 1978. En 1984 solicitó una pensión como viuda de un militar de la República, pero le fue denegado al no haber constancia del registro de su matrimonio. Este había sido declarado nulo tras el fin de la guerra por orden del Ministerio de Justicia franquista, que había anulado ciertos asientos registrales relativos a "personales y familiares de los vencidos". Solo fueron restituidas en 1958, pero el relativo al matrimonio entre Vega y Vicente no lo fue hasta 1996. El Tribunal Supremo reconoció a Isabel Vicente su derecho a una pensión. A raíz de la publicación de la noticia, la familia de Justo López Megías, ya fallecido, pudo localizar a Isabel Vicente y entregarle, sesenta años después, el pañuelo de su marido.